# AIRBAG-Regel
Als Merkhilfe fasst die AIRBAG-Regel die wichtigsten Verhaltensregeln für Feuerwehren bei der patientengerechten Rettung nach Verkehrsunfällen zusammen, die in Zusammenhang mit nicht ausgelösten Airbag-Systemen stehen. Entwickelt wurde sie im Jahr 2001 von Jörg Heck und Hubert Springer, als Reaktion auf den deutlichen Anstieg der verbauten Airbag-Varianten in neuen Fahrzeugen.

## Hintergrund

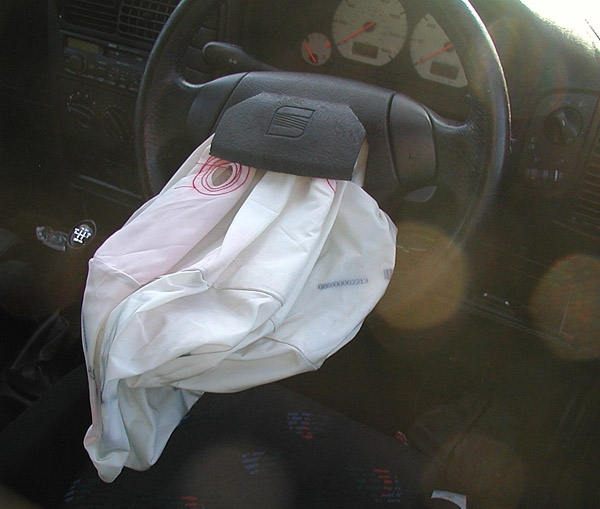
Ausgelöster Fahrerairbag

Fahrzeuge sind heute mit diversen Airbags ausgestattet, mitunter sind zehn und mehr Airbags unterschiedlicher Art eingebaut. Zu den kritischen Komponenten gehören auch Gurtstraffer sowie automatische Überrollbügel bei Cabrios. Sicherheitssysteme, die bei einem Unfall ausgelöst haben, sind für den Feuerwehreinsatz eher unkritisch. Nicht ausgelöste Airbags jedoch können eine Gefährdung für die Einsatzkräfte darstellen, da sie bei den Rettungsarbeiten mit schwerem Rettungsgerät wie dem hydraulischen Rettungssatz unbeabsichtigt ausgelöst werden könnten. Die AIRBAG-Regel trägt dazu bei, diese Gefahren zu erkennen und ihnen aus dem Weg zu gehen.
Die Grundsätze der AIRBAG-Regel lauten:
- Abstand halten
- Innenraum erkunden
- Rettungskräfte warnen
- Batteriemanagement
- Abnehmen der Innenverkleidung
- Gefahren an den Komponenten der Sicherheitseinrichtungen

Im Folgenden soll näher auf die einzelnen Punkte eingegangen werden.

## A – Abstand halten
Der Wirkbereich von nicht ausgelösten Airbags stellt den wesentlichen Gefahrenbereich dar, darum ist darauf zu achten, einen ausreichenden Abstand von diesen Einrichtungen zu halten. Als Faustregel hat sich in der Praxis die 30-60-90-Regel bewährt. Demnach beträgt der einzuhaltende Abstand
- 30 cm bei Seiten-, Kopf- und Knieairbags,
- 60 cm beim Fahrerairbag und
- 90 cm beim Beifahrerairbag.

Der Abstand gilt sowohl für das Personal als auch für die eingesetzten Geräte, z. B. den hydraulischen Rettungssatz. Wichtig ist es auch, dass sich keine Gegenstände auf den Sicherheitskomponenten oder zwischen Airbag und Unfallopfer befinden, da diese sonst, im Falle des nachträglichen Auslösens, zu gefährlichen Geschossen werden können. Gleiches gilt für automatische Überrollbügel, auch hier muss der Auslösebereich von Personal, Geräten und sonstigen Gegenständen freigehalten werden.
Die Gefahren, die von automatischen Gurtstraffern ausgehen könnten, können durch frühzeitiges Durchtrennen der Sicherheitsgurte relativ sicher ausgeschaltet werden.

## I – Innenraum erkunden
Durch genaues Erkunden des Innenraumes muss sich der Gruppenführer/Einsatzleiter oder Truppführer informieren, welche Komponenten im Fahrzeug vorhanden sind. Airbags sind an den entsprechenden Kennzeichnungen an Armaturenbrett oder Fahrzeugsäulen erkennbar. Auch ausgelöste Airbags können Hinweise auf das Vorhandensein und die Lage weiterer Sicherheitskomponenten sein. In Abhängigkeit von den Ergebnissen dieser Erkundung wird dann die weitere Einsatztaktik festgelegt.

## R – Rettungskräfte warnen
Bei Verkehrsunfällen sind neben den Feuerwehren auch der Rettungsdienst, ärztliches Personal, die Polizei, der Abschleppdienst und ggf. weitere Hilfskräfte an der Rettung beteiligt. Die Feuerwehr, insbesondere der Gruppenführer/Einsatzleiter ist hier gefordert, die anderen Kräfte vor den Gefahren nicht ausgelöster Sicherheitskomponenten zu warnen und ggf. darauf zu achten, dass sich diese Personen richtig verhalten. Wichtig ist es, dass sich nur so viele Personen wie unbedingt notwendig am Fahrzeug aufhalten, dass vollständige Schutzausrüstung getragen wird und dass in unmittelbarer Nähe keine Mobiltelefone und Handsprechfunkgeräte verwendet werden, da auch diese zum Auslösen von Airbags führen könnten.

## B – Batteriemanagement
Moderne Fahrzeuge verfügen heute über eine Vielzahl elektronisch gesteuerter Systeme (elektronische Fensterheber, Sitzverstellung etc.). Aus diesem Grund gilt es alle diese Geräte zum Vorteil der Retter zu nutzen, bevor die Fahrzeugbatterie abgeklemmt wird. Um zu signalisieren, dass das Fahrzeug noch über eine Stromversorgung verfügt, wird die Warnblinkanlage eingeschaltet. Erst nachdem die elektrischen Systeme genutzt wurden, wird versucht, sämtliche Fahrzeugbatterien abzuklemmen. Dadurch ist die Gefahr des unkontrollierten Auslösens von Airbags, Gurtstraffern und Überrollbügeln im Grunde gebannt, jedoch kann es sein, dass die Komponenten eine gewisse Deaktivierungszeit haben können, in der sie auch ohne Strom funktionsfähig bleiben, oder, bei älteren Fahrzeugmodellen, mechanisch ausgelöst werden. Problematisch gestaltet sich hierbei, dass Fahrzeuge mit mehreren Batterien ausgestattet sein können und dass sich die Batterien an unterschiedlichsten Stellen im Fahrzeug befinden können. Auch sind die Batterien nicht in jedem Fall zugänglich, beispielsweise wenn ein Fahrzeug stark deformiert ist. Wurden alle Batterien abgeklemmt, erlischt auch das Warnblinklicht, das sich, im Gegensatz zu anderen Verbrauchern, aus jeder im Fahrzeug verbauten Batterie speisen kann.
Grundsätzlich ist darauf zu achten, dass der Fahrzeugschlüssel nicht abgezogen wird, um eventuelle Verletzungen durch Memory-Funktionen zu verhindern.

## A – Abnehmen der Innenverkleidung
Sinn dieser Maßnahme ist es, die Einbauorte der Airbag- und Gurtstraffer-Komponenten deutlich erkennen zu können. Die kritischen Teile befinden sich z. B. in der A-, B- und C-Säule. In Gaskartuschen und Hybrid-Gasgeneratoren von Kopf- oder Seitenairbags darf z. B. keinesfalls hineingeschnitten werden, da es sonst zum Auslösen des Airbags, zu einem Gasaustritt oder gar zum Zerknall der Komponente kommen kann.

## G – Gefahr an den Komponenten
Bei Airbags muss die Möglichkeit der ungewollten Auslösung beachtet werden. Auch ausgelöste Airbags bergen ein gewisses Gefahrenpotenzial, so kann beispielsweise eine zweite Zündstufe vorhanden sein, auch ist der Bereich um den Gasgenerator nach dem Auslösen heiß. Keine Gefahr hingegen geht vom Airbagsack aus, dieser ist weder heiß noch gesundheitsschädlich (Verbrennungsrückstände nach dem Entfalten) und kann, sofern notwendig, einfach abgeschnitten werden. Schnittpunkte am Fahrzeug müssen so gewählt werden, dass nach Möglichkeit nicht in Airbagkomponenten hineingeschnitten werden muss. Gleiches gilt für die Teile von Gurtstraffern und Überrollbügeln.

## Verkürzte Version
Bei neuen Fahrzeugen werden die unterschiedlichsten Einbauorte für die Batterien (teilweise auch mehrere Batterien) genutzt, welche nach einem Unfall nicht mehr unbedingt zum Abklemmen erreicht werden können, weil das Fahrzeug beispielsweise auf dem Dach liegt. Auch das Entfernen der Innenraumverkleidung gestaltet sich bei stark deformierten Fahrzeugen sehr zeitintensiv. Aus diesen Gründen kann je nach Situation auf die Punkte I-B-A verzichtet werden, was aber eine deutlich wachsamere Beachtung der Punkte A-R-G zur Folge hat.